# Bicci di Lorenzo

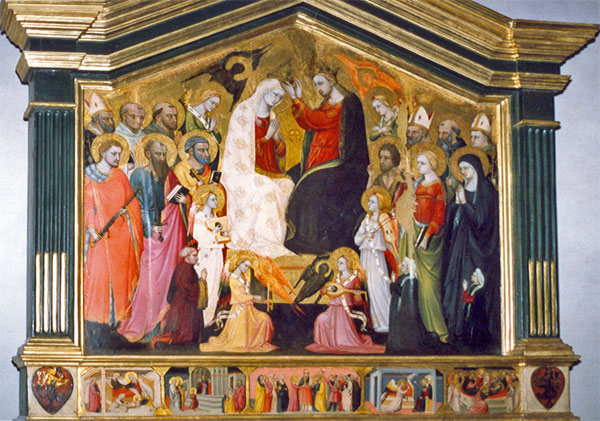
Incoronazione della Vergine, chiesa di Santa Trinita, Firenze

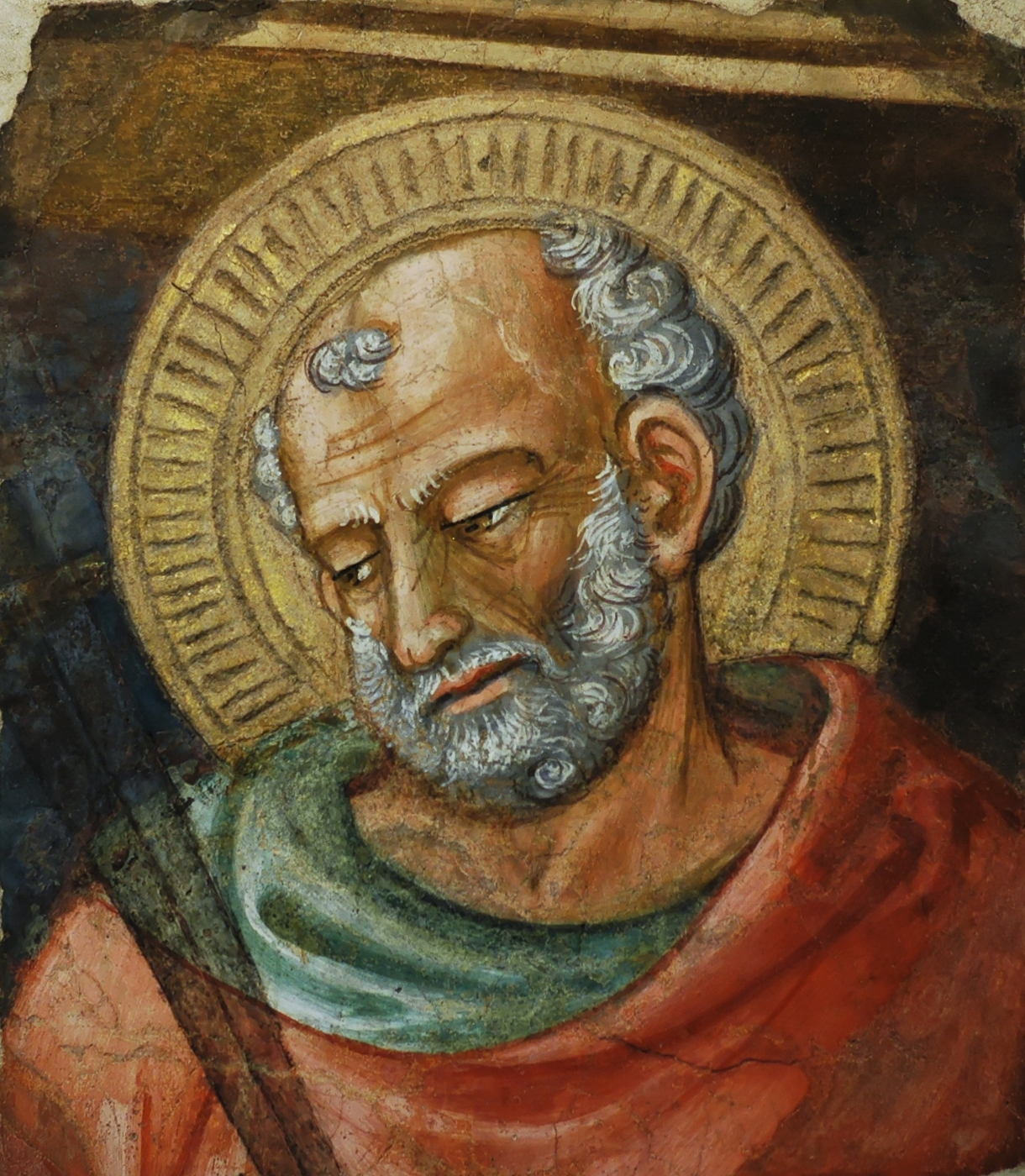
Giuda Taddeo, Museo dell'Opera del Duomo, Firenze

Bicci di Lorenzo (Firenze, 1373 circa – 1452) è stato un pittore italiano attivo a Firenze soprattutto nella prima metà del Quattrocento.

## Biografia
Esponente di una delle principali botteghe familiari fiorentine, Bicci è un esempio che ben rappresenta il reale panorama del mestiere artistico a Firenze fra Tre e Quattrocento (suo padre era Lorenzo di Bicci, mentre suo figlio fu Neri di Bicci, entrambi pittori). Egli fu un prolifico esponente dello stile gotico internazionale, influenzato da Lorenzo Monaco e Gentile da Fabriano.
Una delle prime opere nel quale si ritiene che abbia collaborato con il padre è il grande Tabernacolo del Madonnone, in zona San Salvi a Firenze (affreschi oggi staccati e sostituiti da copie).
Subentrò al padre nella direzione della bottega attorno al 1405, quando nella Firenze di quegli anni essa rappresentò un punto di permanenza di stilemi tradizionali rispetto alle nuove invenzioni che il Rinascimento andava via via manifestando, facendo da approdo a persone e istituti dal gusto più tradizionalista, magari più provinciale, che necessitavano di opere devozionali per chiese, conventi e anche abitazioni private. Accanto a questa produzione più di mestiere, che ancora oggi troviamo spesso nelle parrocchie originali. Di nota, presso Cerbaia in Val di Pesa, l'affresco dello Sposalizio di Santa Caterina, affresco logorato da alterne vicende e recentemente restaurato. Opera citata dal Vasari nelle Vite (1568) "...onde fuor della porta a S. Friano dipinse al ponte a Scandicci un tabernacolo nella maniera che ancor oggi si vede, et a Cerbaia sotto un portico, dipinse in una facciata, in compagnia d’una Nostra Donna, molti Santi assai acconciamente". Non mancarono committenti di indubbio prestigio pubblici e privati, per i quali creò alcuni dei suoi capolavori di raffinatezza sempre maggiore: i Medici, per i quali dipinse un ciclo affrescato di Uomini Illustri, già nel Palazzo Medici (distrutto e testimoniato solo dal Vasari), Niccolò da Uzzano (affreschi e una tavola per la chiesa di Santa Lucia dei Magnoli, documentati ma perduti, e altre opere), l'Opera del Duomo di Firenze (affreschi degli Apostoli del 1434), l'Ospedale di Santa Maria Nuova (affresco un tempo sulla facciata della chiesa di Sant'Egidio, oggi nell'ospedale). La sua prima opera datata è il bel trittico con Annunciazione e Santi di S. Lorenzo a Porciano (ora Stia, Prepositura di Santa Maria Assunta) del 1414. Di circa un decennio posteriori sono una Madonna in trono e Santi del Metropolitan Museum di New York e un'altra Madonna in trono conservata presso la Collegiata di Empoli. Alla Galleria dell'Accademia di Firenze si conservano due sue opere su tavola: un Matrimonio mistico di santa Caterina, databile al 1423 - 1425 ca., e un San Lorenzo del 1428 circa. E dello stesso periodo è L'Incoronazione della Vergine, ora in Santa Trinita a Firenze, uno dei suoi capolavori che più lo avvicina a Lorenzo Monaco. Altre sue opere significative sono la Madonna in Trono (1433) della Galleria Nazionale di Parma, le Tre storie di San Niccolò, il Trittico del Duomo di Fiesole del 1450 circa e la Natività (1435) per la chiesa di San Giovannino dei Cavalieri a Firenze. Tra gli affreschi, suoi sono quelli sull'arco di entrata della Cappella Compagni nella chiesa di Santa Trinita a Firenze, chiesa per la quale aveva dipinto anche la pala per l'altare maggiore, con Storie di S. Giovanni Gualberto oggi in Westminster Abbey a Londra. Lavorò molto anche nei dintorni di Firenze; come ad Empoli (San Niccolò da Tolentino protegge Empoli dalla peste, Collegiata di Sant'Andrea) e a Lastra a Signa, da alcuni indicati come probabili luoghi d'origine della famiglia. La tavola con San Gerolamo (1433) ora si trova al Museo civico Amedeo Lia di La Spezia, mentre di poco posteriore è una bella Madonna della Cintola nella chiesa di Felice in Piazza a Firenze e un'altra Natività, del 1430-1435, è conservata nel Wallraf-Richartz Museum di Colonia. 

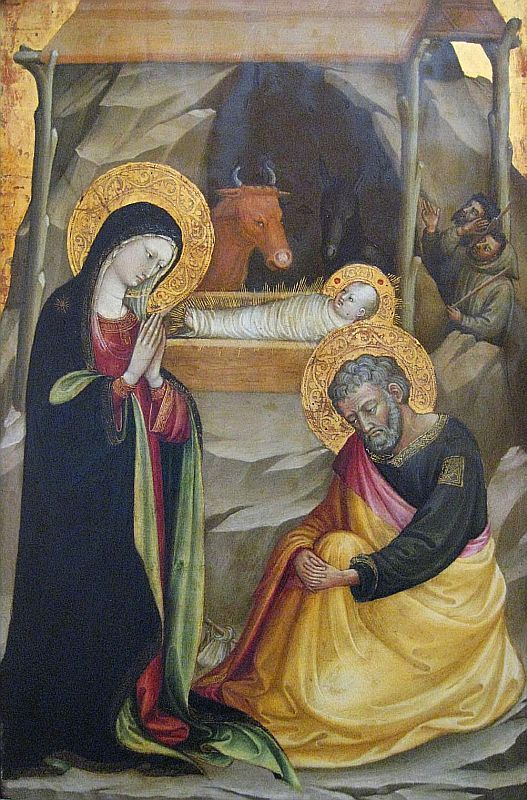
Natività, 1430-1435, Wallraf-Richartz Museum, Colonia

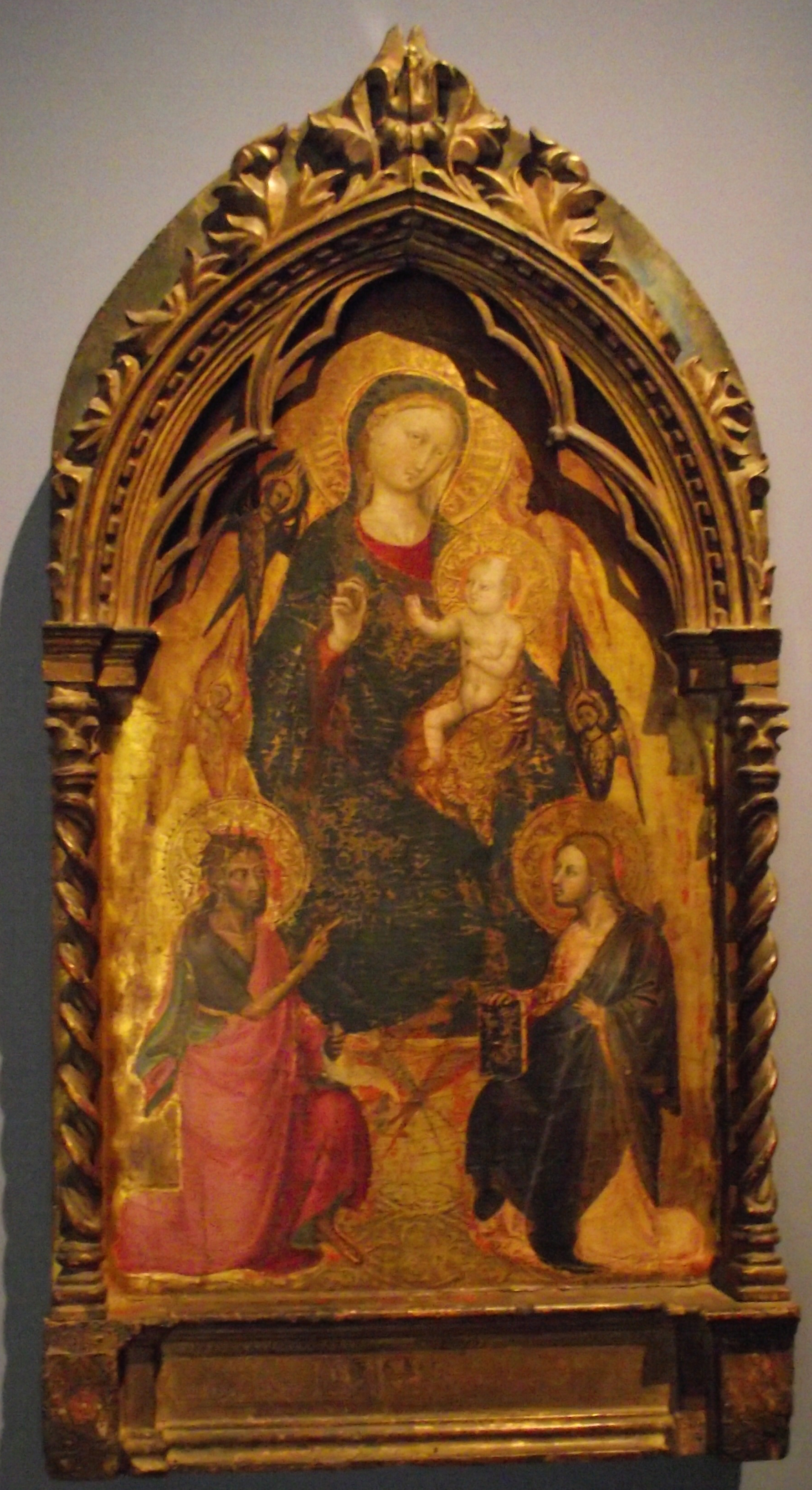
Madonna col Bambino, S. Giovanni Battista, S. Giacomo Maggiore, Pinacoteca di Fabriano.

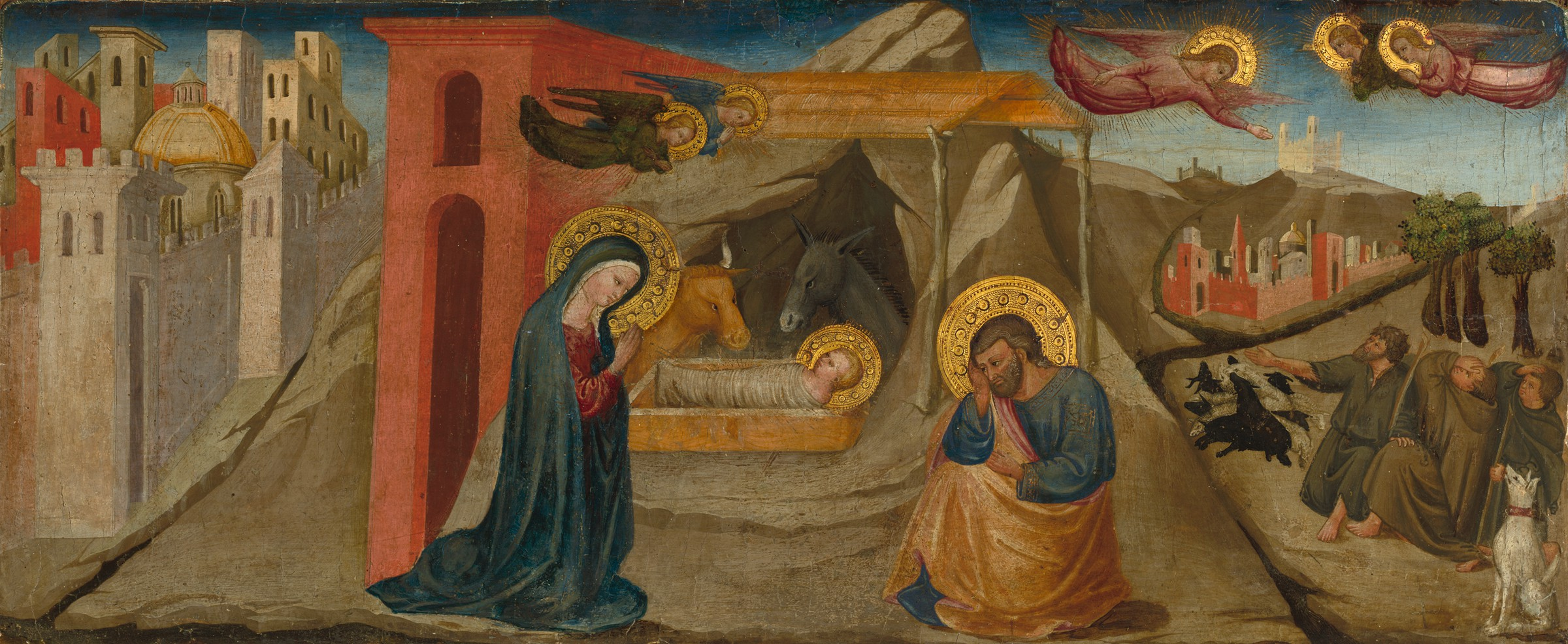
Natività, Fogg Art Museum

Al Museo di arte sacra di Montespertoli è esposta la Madonna col Bambino tra i santi Taddeo e Simone (1440 circa), tavola, proveniente dalla chiesa di Sant'Andrea a Botinaccio. Di recente, con solidi argomenti, gli è stato anche restituito (Rossi 2012) un bel paliotto con La Madonna in trono, angeli e Santi, conservato presso il Museo di Palazzo Venezia di Roma con la generica attribuzione a Maestro toscano del XV secolo.
A lui era stata anche affidata la decorazione ad affresco della chiesa di San Francesco ad Arezzo, ma riuscì a completare solo le vele nella volta, prima di decedere. L'opera venne poi portata a termine da Piero della Francesca, con le Storie della Vera Croce, uno dei cicli pittorici più celebri del Rinascimento.
La sua bottega, situata nei pressi di piazza Tasso in Oltrarno e della quale ci resta una preziosissima documentazione di tutte le attività organizzative, finanziarie e artistiche, redatta dal figlio Neri, fu luogo di formazione di alcuni importanti pittori come Lo Scheggia e forse Masaccio (anche se la sua partecipazione è incerta e rifiutata da una parte della critica). Lorenzo è poi diventato negli anni una sorta di etichetta di comodo cui attribuire molte opere di qualità mediocre che assolutamente non sono sue, come conferma il fatto che delle circa 18 tavole messe all'asta negli ultimi vent'anni con l'attribuzione al pittore, solo poco più della metà gli appartengono.